# سلطة الفاصولياء
سلطة الفاصولياء هي نوع شائع من السلطة الباردة مكونة من مجموعة مختلفة ومطبوخة من الفاصولياء، الفاصوليا الخضراء، الفاصولياء الشمعية الصفراء، الحمص، ويضاف إليها عادةً أنواع أخرى من الخضار مثل البصل، الفلفل و/أو غيرها، ويضاف إليها الخل  والسكر. كما يمكن تحضيرها كطبق مخللات. ويمكن إعدادها منزلياً وتعليبها. على أن تستخدم في غضون عام.

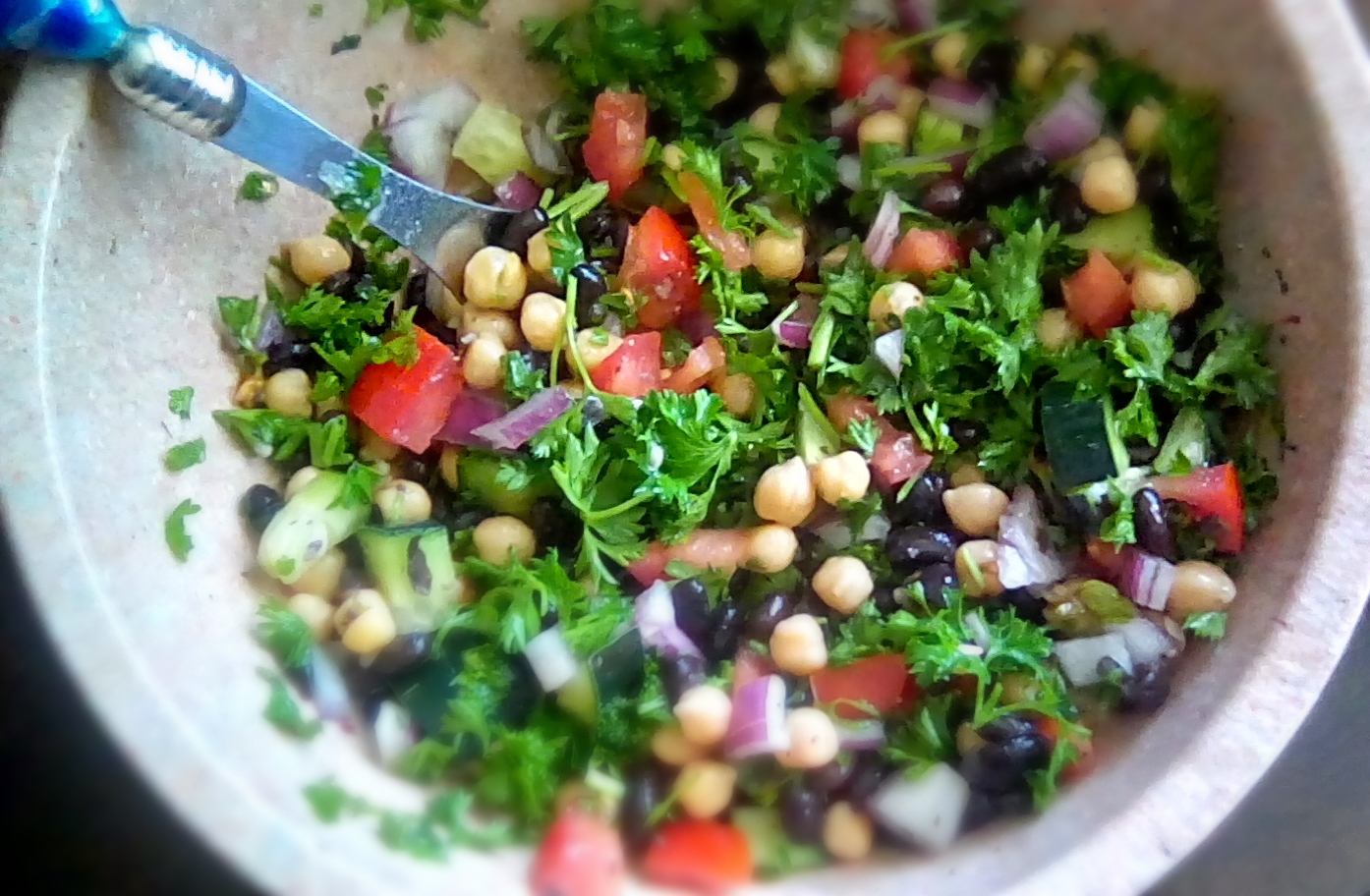
بليلا، سلطة الفاصوليا المتوسطية

لكل ثقافة حول العالم نسختها الخاصة من سلطة الفاصولياء. فعلى سبيل المثال البليلا وهي نسخة السلطة في شرق المتوسط تستخدم عادة الحمص والفاصولياء السوداء مع الطماطم والأعشاب وعصير الليمون. سلطة الفاصولياء في أمريكا الجنوبية تتميز باستخدام فاصوليا البوروتو مع الطماطم والبقدونس والزيت والخل، وتقدم مع شريحة لحم مشوية.
من الشائع في بعض أجزاء الولايات المتحدة الإشارة إلى هذا النوع من السلطة بعدد أنواع الفاصولياء المختلفة التي يحتوي عليها، مثل «سلطة ثلاثة أنواع من الفاصولياء» أو «سلطة أربعة أنواع من الفاصولياء». يمكن أيضًا استخدام المصطلح العام «سلطة الفاصولياء» للإشارة إلى الأطباق ذات الصلة.

## التاريخ
منذ القرن التاسع عشر على الأقل والسلطات التي تستخدم الفاصولياء المطبوخة عادة ما كانت مناسبة للنزهات.

## التحضير والتخزين
يتم طهي المكونات الرئيسية وهي الفاصولياء، ويضاف الخل الذي يساعد في الحفاظ على الطبق مؤقتًا دون تبريد. إذا تم تبريده فيمكن الاحتفاظ به لفترة تتراوح بين ثلاثة إلى خمسة أيام، ويجب التخلص منها إذا بقيت بدون تبريد لأكثر من ساعتين. كما أن غياب اللحوم أو منتجات الألبان في معظم الوصفات يسمح أيضًا لهذا الطبق بالبقاء لفترة أطول من المواد الغذائية الأخرى التي تتطلب تبريدًا ثابتًا وتخزينًا مختومًا.